# Applause
Az Applause Lady Gaga amerikai énekesnő dala 2013-as Artpop című harmadik nagylemezéről. Az album első kislemezeként jelent meg az Interscope Records kiadó gondozásában 2013. augusztus 12-én. A szám dalszerzői és producerei Gaga, DJ White Shadow, Dino Zisis és Nick Monson voltak, de részt vett a dalszerzésben Martin Bresso, Nicolas Mercier, Julien Arias és William Grigahcine is. Az Applause-t a rajongók üdvrivalgása inspirálta, ami segítette az énekesnőt motiváltnak maradni azokban a hónapokban, amikor fájdalmak között koncertezett a Born This Way Ball turnéjával, melyet aztán le is kellett mondania csípőműtét miatt. A műfajilag elektropop és eurodance stílusokba sorolható dal szintetizátor hangok és hi-NRG ütemek köré épült, dalszövegét tekintve pedig arról szól, hogy Gaga mennyire függ a rajongói szeretetétől és azért él, hogy felléphessen.
A dal túlnyomórészt pozitív fogadtatásban részesült a zenekritikusoktól, akik kiemelték, hogy a refrénje fülbemászó, illetve pozitívan hasonlították a dalt Gaga 2008-as The Fame című debütáló albumának hanganyagához. Az Applause kereskedelmi szempontból sok országban sikeres volt, így első lett Dél-Koreában, Libanonban, Magyarországon és Spanyolországban, míg az első tíz közé került Belgiumban, Bulgáriában, az Egyesült Államokban, az Egyesült Királyságban, Finnországban, Franciaországban, Írországban, Izraelben, Japánban, Kanadában, Lengyelországban, Németországban, Norvégiában, Olaszországban, Skóciában és Új-Zélandon. Emellett többszörös platinalemez minősítést kapott az Egyesült Államokban, Kanadában és Venezuelában is.
A dalhoz készült videóklipet Inez és Vinoodh divatfényképész páros rendezte. 2013. augusztus 19-én jelent meg, a Times Square óriáskivetítőin is vetítették. A kritikusok pozitív véleménnyel voltak a klipről, utalásokat véltek felfedezni benne a német expresszionista filmművészetre és Andy Warholra. A felvétel népszerűsítésére Gaga nyitóelőadóként lépett fel a 2013-as MTV Video Music Awardson, ahol karrierjét számos színpadi ruhaváltás segítségével mutatta be. Ezen kívül elénekelte a dalt a Good Morning Americában, a Saturday Night Liveban, az ArtRave: The Artpop Ball és a Joanne World Tour turnéin, illetve a Roseland Ballroom és a Lady Gaga Enigma + Jazz & Piano rezidencia koncertsorozatain.

## Háttér és dalszerzés

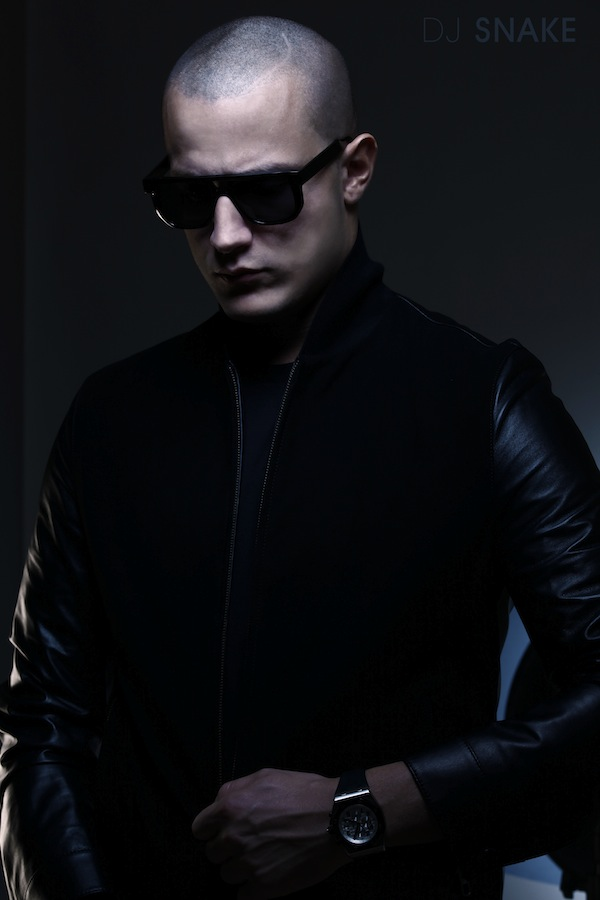
DJ Snake, az Applause egyik társszerzője

Az Artpop album előkészületei nem sokkal a 2011-es Born This Way megjelenése után megkezdődtek, majd a következő évre az album koncepciója is kezdett kibontakozni, miután Gaga Fernando Garibay és DJ White Shadow producerekkel nekilátott dolgozni a lemezen. Az Artpop felvételei már a 2012-es Born This Way Ball turné során elkezdődtek; közel ötven dalt írtak meg és ezek közül válogattak az albumra. Gaga egy interjúban elmondta, hogy az Artpoppal az volt a célja, hogy a közönség „jól szórakozzon”, és hogy az album egy „klubban eltöltött éjszakát” tükrözzön.
2013 februárjában az énekesnőnek csípőműtétje volt, ami miatt hat hónapig nem tudott dolgozni. Ezen időszak alatt irodalmat és zenét tanult a kreatív csapatával, a Haus of Gagával. Arra is lehetősége nyílt ezidő alatt, hogy áttekintse és fejlessze a zenei irányát, amit ő egy rendkívül aprólékos folyamatként írt le. Az Applause producerei és dalszerzői Gaga, DJ White Shadow, Nick Monson és Dino Zisis voltak. Ezen kívül közreműködtek a dalszerzésben Martin Bresso, Nicolas Mercier, Julien Arias és William Grigahcine is. A Sirius XM Radiónak adott interjújában Gaga elmondta, hogy mi inspirálta az Applause megírásátː

„Ráébredtem, hogy a rajongók tapsa volt az, ami miatt kitartottam. Mert volt olyan, hogy készen álltam, hogy színpadra lépjek, és hisztérikus sírásba kezdtem nem értve a saját érzéseimet. Nagyon szédültem, forgott velem a világ, és fájdalmaim voltak, de úgy voltam vele, hogy már azt sem tudom, hogy mi fáj a leginkább, mert már egy éve turnéztam. De nem akartam cserben hagyni őket, képtelen voltam lemondani, mert már csak a gondolat is, hogy 50 000 kölyköt ott hagyjak az arénában, összetörte a szívem. Szóval minden éjszaka színpadra álltam és felléptem, és felléptem, és felléptem, míg egy este már nem bírtam lábra állni.”

## Felvételek és kompozíció
- Applause (2013)Egy 21 másodperces részlet Lady Gaga Applause című dalából, amelyben hallhatóak a hi-NRG ütemek, a „repetitív szintetizátor hangok” és a pergődob használata.

Nem tudod lejátszani a fájlt?
A dal felvételeit a kaliforniai Hollywoodban működő Record Plant Studiosban és a New York Cityben lévő Platinum Sound Recording Studióban végezte Dave Russell, Benjamin Rice és Andrew Robertson közreműködésével. Russel nevéhez fűzhető ezen kívül a dal hangkeverése is, amit a Record Plantben és a Heard It! Studiosban készített el. A dal további hangkeverési feladataival Bill Malinát bízták meg Rice és Ghazi Hourani asszisztálása mellett. Rick Pearl a zenei programozás elkészítésével dolgozott, míg a dal maszterelését Gene Grimaldi végezte a kaliforniai Burbankben található Oasis Mastering Studiosban.
Az Applause 4/4-es ütemben készült, tempóját tekintve pedig 140-es pencenkénti leütésszámmal rendelkezik. G-molban íródott, akkordmenete Gm–F–E–Cm–F–Gm, az énekesnő hangterjedelme pedig F3-tól A5-ig terjed. A szám az elektropop, dance-pop és az Eurodance zenei stílusokba sorolható, a szakértők szerint pedig Gaga visszatért vele karrierjének zenei gyökereihez, mivel debütáló albumának hangzására emlékeztet. Evan Sawdey a PopMatterstől azt írta, hogy „stílusát tekintve közelebb áll a Just Dancehez mint a Born This Way korszakának slágereihez, de sokkal agresszívebben, ezzel közeledve az egyre inkább EDM uralta popzenei rádiókhoz”. Erin Coulehan a Rolling Stonetól egyetértett ezzel, és szerinte a dal „egy visszaemlékezés Gaga LoveGame-érájára”.
A dal produceri munkája elsősorban hi-NRG ütemek, „repetitív szintetizátor hangok” és pergődob használata köré épül. Robbie Daw az Idolatortól észrevételezte, hogy „a nyitó, pulzáló szintihangok egy egyértelmű visszatekintés a Poker Face intrójára — habár egy kissé felgyorsítva azt — míg a tapshangokkal zsúfolt refrén ugyanazzal a pop őrülettel dagad és emelkedik, mint ami a Paparazzit is olyan élvezetessé tette.” A The Guardian írója Michael Cragg a dal kompozícióját „ragyogóan campnek” nevezte „cuppogó szintihangokkal és vibráló ütemekkel”, valamint véleménye szerint olyan, mintha „egy abszurd glam rock dalt technóvá alakítanának át”. A refrénről azt írták, hogy tartalmaz EDM-inspirálta popzenét, K-popos és The Fame-es hangzást, Gaga pedig azt énekli, hogy „Give me the thing that I love (I'll turn the lights on) / Put your hands up make 'em touch (Make it real loud)”. Vokálját a verzék során David Bowiehoz, Annie Lennoxhoz és Grace Joneshoz hasonlították.
Dalszövegét tekintve a Applause arról szól, hogy Gaga mennyire függ a rajongói szeretetétől, szól a kritikusok elutasításáról, illetve hogy „milyen az életed festővászonként élni”. Bradley Stern a MuuMusetól azt írta, hogy véleménye szerint „a Born This Wayjel ellentétben az Applause nem másról, mint magáról az Anyaszörny ünnepléséről szól”. Gaga elmondása szerint a dal szövege kiemeli, hogy mi a különbség egy előadóművész és egy híresség között. „A tapsért élek, de nem a figyelemért, mint ahogy az emberek csak azért szeretnek valakit mert híres. Azért élek, hogy valójában felléphessek az embereknek, majd aztán tapsoljanak meg, mert jól szórakoztak”, mondta el.

## Borító és megjelenés
Az Artpop első kislemezének kiválasztásakor Gaga számos dalt lejátszott az Interscope Records társalapítójának, Jimmy Iovinenek. A 40 dal közül a férfinek az utolsóként lejátszott Applause tetszett a legjobban. Gaga egy beszélgetés során elmondta, hogy a számos felvett dal miatt az Applause majdnem rá sem került az albumra, amíg nem találkozott Iovinenel. Gaga ezt követően megerősítette, hogy az Applause lesz az Artpop első kislemeze, illetve hogy 2013. augusztus 19-én fog megjelenni. Az Applause hivatalos borítóját a Women’s Wear Daily weboldalán mutatták be 2013. július 29-én. A borítón Gaga látható, ahogy arca többféle színes festékkel van összekenve, körülötte pedig fehér lepel látható. Gaga elmagyarázta, hogy az elkent sminkes kinézetet a borítóra azért választotta, mert egy show végét szimbolizálja, mikor az előadó sebezhető, és vágyik a közönség pozitív fogadtatására. A képet David Bowie 1980-as Scary Monsters (And Super Creeps) című albumának borítójához hasonlították.
2013. augusztus 10-én két részlet is kiszivárgott a dalból az internetre. Gaga arra biztatta a rajongóit, hogy „távolítsák el őket, amennyire csak lehetséges”, és arról is osztott meg információt, hogy kiadója anyavállalatának, a Universal Music Groupnak miként lehet jelenteni a dal engedély nélküli terjesztését. Válaszul a rajongók jelenteni kezdték azokat a weboldalakat, amelyek megosztották a kislemez részleteinek linkjét, és közel 2500 egyéni bejelentés érkezett az Universal ezzel foglalkozó oldalához. Az erőfeszítések ellenére a teljes változat kiszivárgása elkerülhetetlen volt, így Gaga úgy döntött, hogy egy héttel korábban bemutatják a dalt az amerikai rádiókban. A kislemez keleti parti standard időzóna (EST) szerint nem sokkal éjfél előtt elérhetővé vált a legtöbb országban az iTunes Storeban az Artpop előrendelésével együtt. Másnap Gaga egy gót stílusú öltözékben jelent meg különböző promóciós eseményeken hasonló bohócszerű arcfestéssel mint az Applause borítóján volt látható. A The Huffington Post az énekesnő stílusváltását Marilyn Mansonhoz hasonlította: „Fekete haját hátrasimítva, arcát fehér púderrel borítva, fekete blézer és póló párosítással Gagát könnyedén össze lehetett volna téveszteni Mansonnal, leszámítva óriási magassarkúját.” Gaga ezen kívül egy rövid videót is bemutatott az Applausezal, amiben olyan újságírói idézetek szerepeltek, amivel keményen bírálták mint előadót. A klipben Gaga látható, ahogy meztelenül ül egy fehér szobában és egy átlátszó sisakrostélyt visel. A háttérben a közönség fújolása és gúnyolódása hallható. A videó alján sorban megjelennek a kritikusok idézetei, mint például hogy „Lady Gagának vége” és „Ne vegyétek meg Lady Gaga új kislemezét, az Applauset”. Egyes vélemények szerint a videó a fordított pszichológia technikájára épül.
Katy Perry amerikai énekesnő Roar című kislemeze közel akkor szivárgott ki mint az Applause, így számos összehasonlítás érte a két dalt, sőt pletykálni kezdték, hogy a két énekesnő között ellenséges a viszony. Negatívan reagáltak a sajtóban, mikor olyan hírek láttak napvilágot, miszerint az énekesnő mesterségesen próbálja javítani a kislemez helyezését a Billboard Hot 100-as listán, amivel egyes források szerint a Roar eladásait próbálta felülmúlni. Kritizálták amiatt, hogy Twitterén arra bíztatta a rajongóit, hogy vegyenek több példányt is a kislemezből, amivel londoni találkozást lehetett nyerni az énekesnővel. Gaga tweetje kapcsán a Billboard főszerkesztője, Bill Werde is kritikát fogalmazott meg: „Az, hogy egy előadó Twitteren és Facebookon megoszt egy linket, amivel a rajongók megnyomhatják a lejátszás gombot majd otthagyhatják a számítógépüket, az nem tükrözi a slágerlistánk működését.” Gaga ezt követően bejelentette, hogy a legkreatívabb ötlettel rendelkező rajongókat fogja díjazni, nem pedig azokat, akik a legtöbb példányt vásárolják meg az Applauseból.

## Kritikusi fogadtatás

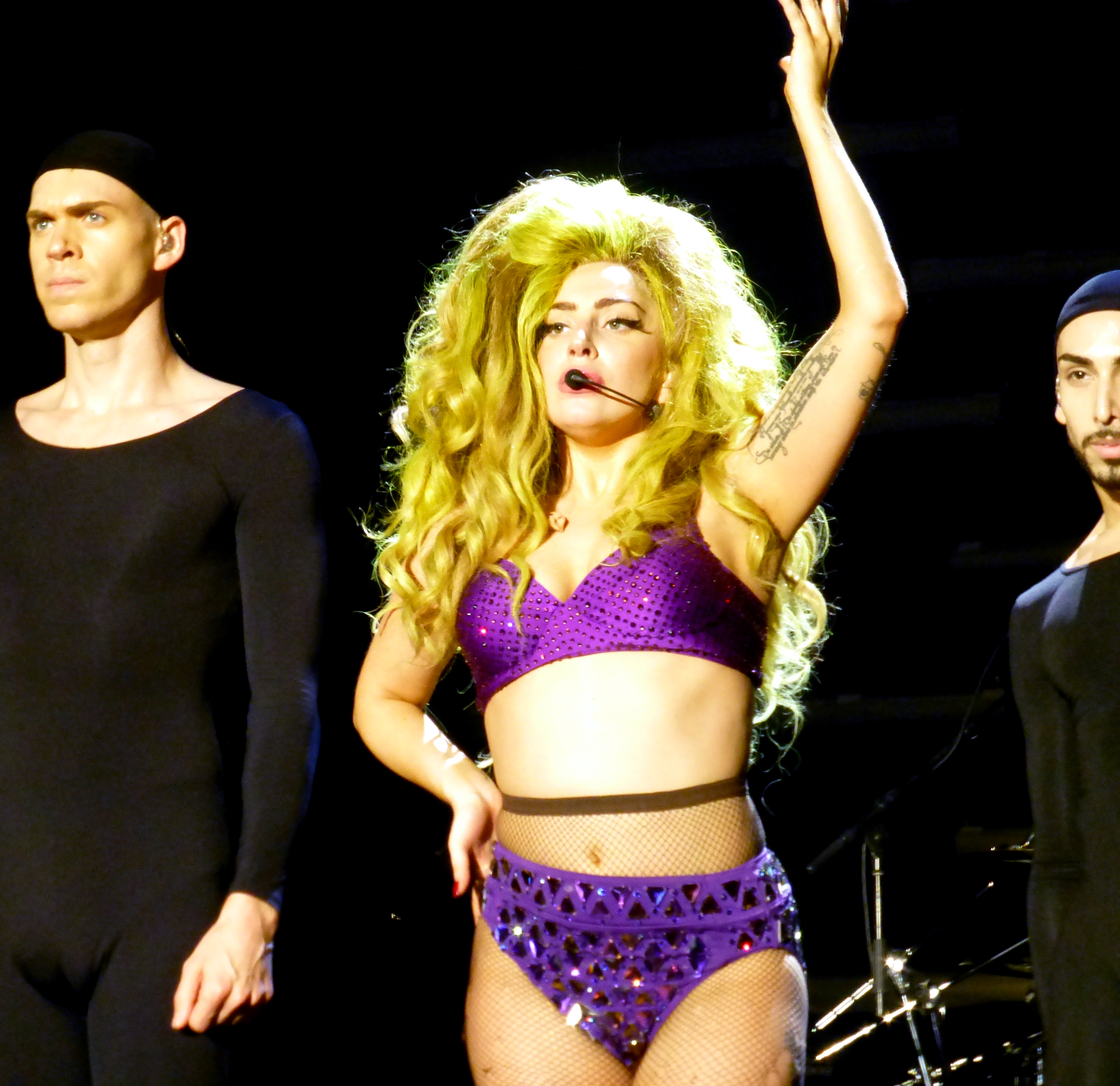
Lady Gaga az Applause-t énekli a Roseland Ballroomban rendezett rezidencia koncertsorozatán

Az Applause nagyrészt pozitív visszajelzéseket kapott a zenei kritikusoktól. Chris Richards a The Washington Posttól az Applause-t egy „nem meglepően elektropop kockacukorként” jellemezte, „amelyben Gaga a helyeslésünket keresi, egy olyan hangon, amely valahol Annie Lennox és David Bowie hangja között van.” Azt írta: „Miközben Gagának oly sok (túl sok!) dalát tervezték arra, hogy a nyája önbecsülését növelje, ez a dal nyíltan a tömeg csodálatának elérését tűzi ki célul, amelyre minden popsztárnak szüksége van a túléléshez.” Lewis Corner a Digital Spytól ötből négycsillagos értékelést adott a dalnak, továbbá úgy fogalmazott, hogy „Lady Gaga nem csinál titkot belőle, hogy a tömegek imádatára vágyik, és az első kislemezt figyelembe véve a következő nagy mutatványa erős kezdést mutat.” A The Huffington Post szerzője, Baggers szintén pozitív szavakkal jellemezte a dalt, és véleménye szerint „eufórikus, örömteli és lehetetlen kiverni a fejedből”.
Bradley Stern a MuuMuse-tól pozitív fogadtatásban részesítette az Applause-t, de összegzésében hozzátette: „Kezdésnek jó? Azt gondolom. Megüti a Bad Romance szintjét? Hát, azért ne túlozzunk.” Nick Catucci az Entertainment Weeklytől írásában pozitívan értékelte a dalt: „Gaga új dalában, ami úgy hangzik, mint amit egy nagyon is könnyen megközelíthető berlini földalatti szexbörtönben hallhatnál; ő egy sztár, aki azt követeli, hogy tapsolj érte. Természetesen, lévén ő Lady Gaga, vannak rétegek – a hírnevet bírálja (csak találgatunk). Ennek ellenére biztosan nincs semmi ironikus a zenével kapcsolatban, amely csak kalapál és kalapál, míg végül el nem ér egy közel kellemes tetőfokot.” A PopCrush kritikusa, Amy Sciaretto ötből háromcsillagos minősítést adott a dalnak, dicsérve a „nagyon határozott stílusát”, és a „hihetetlenül drámai” szavak „egyenlő súlyozását”, azonban hozzátette: „Első hallgatásra nem szerettük meg. Sem a másodikra vagy harmadikra. De mire már a negyedik hallgatásnál voltunk, táncoltunk a székünkben.” Jason Lipshutz a Billboardtól pozitív visszajelzést adott a dalról, és azt írta, hogy „izgalmas dance számba vált át, amikor visszaér a refrénjéhez.”
Sal Cinquemani a Slant Magazine-tól vegyes értékelést adott a dalnak, amiben azt írta, hogy az Applause „egy meglepően egyszerű dance-pop dal, se nem jövőbe tekintő, se nem retro (annak ellenére, hogy a dalszöveg nosztalgiára hivatkozik), egyfajta bizonytalan köztes helyen van. Zeneileg visszaesés a 2008-as The Fame egyszerűbb produkciós munkáihoz, míg szövege alapján a dal megörökíti Gaga önreklámozásra való hajlamát, amelyet egy megjátszott brit akcentussal tesz teljessé.” Ezen kívül az énekesnő korábban kiszivárgott Aura című dalát jobbnak ítélte az Applause-nál. Hilary Hughes az Esquire-től hasonlóan vélekedett, és úgy érezte, hogy Gaga túlságosan is biztonsági játékot játszik, továbbá szerinte „a dal nem jelent áttörést a pop jelenleg uralkodó királynőjének”. A Spin kritizálta a dal „unalmas, robotos dance alapját”, mondván, „kicsit le van maradva a popzene azon időiről, ahol a nyár legnagyobb dalának jelöltjei visszanyúltak a 70-es évek hangulatát idéző gitárjátékokhoz.”

## Kereskedelmi fogadtatás

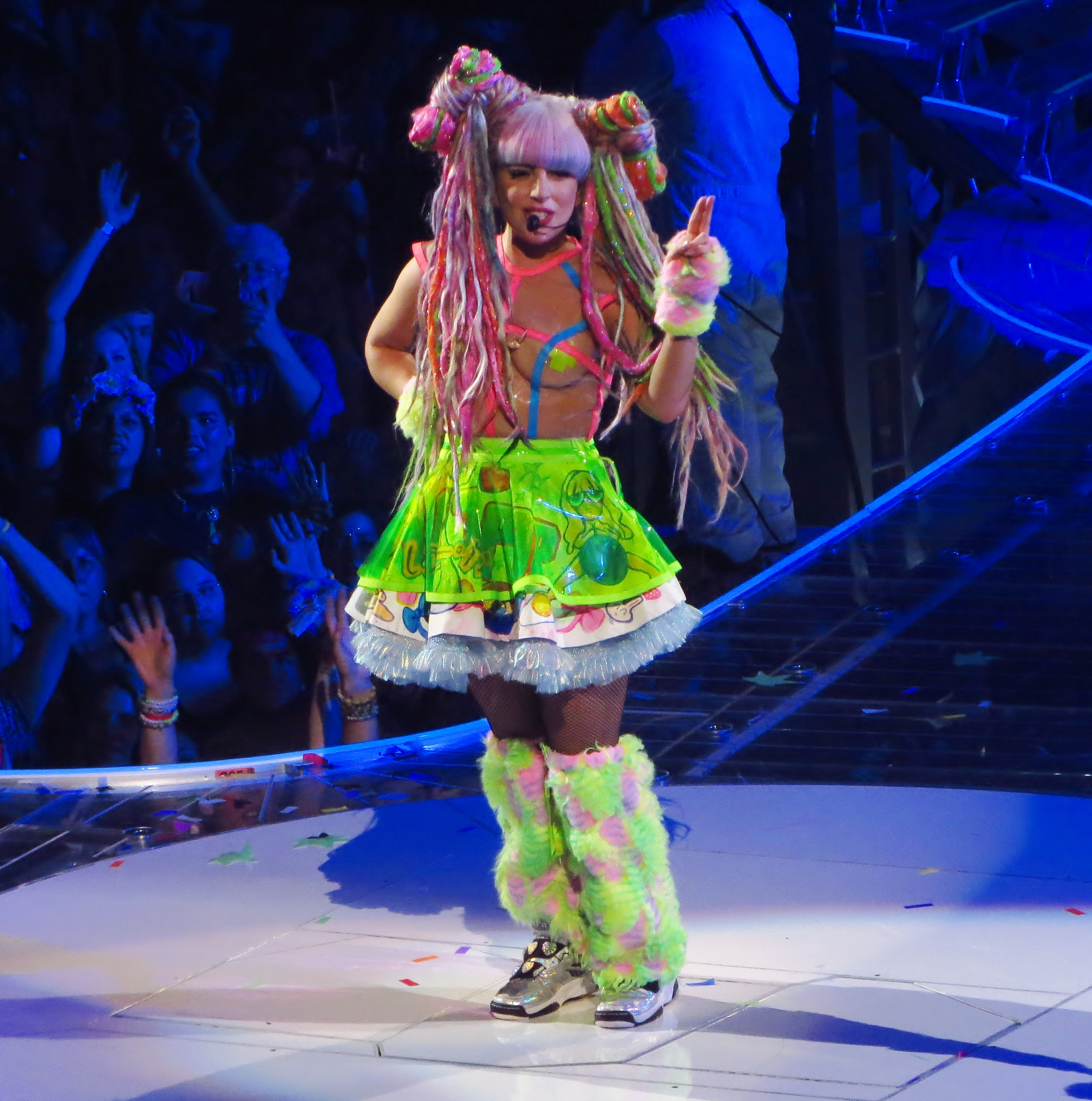
Lady Gaga az Applause előadása közben a 2014-es ArtRave: The Artpop Ball turnéján

Az Egyesült Államokban a Nielsen SoundScan előzetesen közel 400 000 példányszámos eladást becsült az Applause-nak az első hetén. A hét végéhez közeledve a Nielsen SoundScan és a Billboard is csökkentette az Applause eladásainak becslését 400 000-ről 200 000 és 225 000 közé. Az Applause nem debütált az első hetén a Billboard Hot 100-on. A dal hivatalos megjelenése az amerikai rádiókban 2013. augusztus 19-én volt, így első hetén nem került a Radio Songs lista első 75 helyezettje közé, miután a vizsgált 210 rádióállomásban 16 milliós hallgatottságot tudott elérni. Az Applause első lett a Dance/Electronic Songs listán, és 20. helyen nyitott az amerikai Pop Songs rádiós slágerlistán. 2013-ban női előadótól szólóban ez volt a legelőkelőbb helyen való debütálás ezen a listán. A következő héten az Applause a hatodik helyen debütált a Billboard Hot 100-on. A rádiós és digitális megjelenését követően a szám a harmadik helyre került a Digital Songson, kilencedik lett a Streaming Songson és a 40. pozíciót szerezte meg a Radio Songs listán.
A Hot 100-on való szereplésének második hetén a negyedik helyre lépett előre, miközben a videóklip megjelenésének köszönhetően harmadik lett a Streaming Songson és harmincötödik a Radio Songson. A digitális eladásokat összesítő Digital Songs listán 163 000 eladással az ötödik helyre esett vissza. A hatodik hetén újabb 160 000 példányszámos eladást tudott elérni, amivel karrierje tizenegyedik dala lett, amely át tudta lépni az egymillió eladott digitális kópiát az országban. Ugyanezen a héten már a kilencedik helyre jött fel a Radio Songson, amivel Gaga eddigi tizedik dala lett, amely az első tíz közé tudott kerülni ezen a listán. Összesen zsinórban 14 héten át tudott a Billboard Hot 100-as lista top 10-ében maradni. 2018 februárjáig 2,7 millió példányt adtak el a dalból az Egyesült Államokban, és az Amerikai Hanglemezgyártók Szövetségétől (RIAA) négyszeres platinalemez minősítést kapott.
Az Official Charts Company adatai szerint a megjelenését követő első néhány órában már 10 000 darabot eladtak a dalból az Egyesült Királyságban. Végül az ötödik helyen debütált a brit kislemezlistán, amivel a 2011-es Born This Way óta Lady Gaga legsikeresebb dala lett a szigetországban. Az első hetének végén összesen 38 042 példányt értékesítettek a dalból, valamint a kilencedik helyre esett vissza a második hetén. Összesen 20 hetett töltött a top 100-as kislemezlistán. A Brit Hanglemezgyártók Szövetsége (BPI) platina minősítést adott a dalnak, és 2021 áprilisáig 530 000 példányt adtak el belőle az Egyesült Királyságban. Az Applause ezen kívül aranylemez lett még Olaszországban és Új-Zélandon. Magyarországon slágerlistás szereplésének harmadik hetén első helyezést tudott elérni a Magyar Hangfelvétel-kiadók Szövetségének (Mahasz) hivatalos magyar kislemezeladási listáján, a Single Top 40-en. Ezen kívül a második volt a legelőkelőbb pozíciója a Mahasz Rádiós Top 40 listáján.

## Videóklip

### Elkészítés

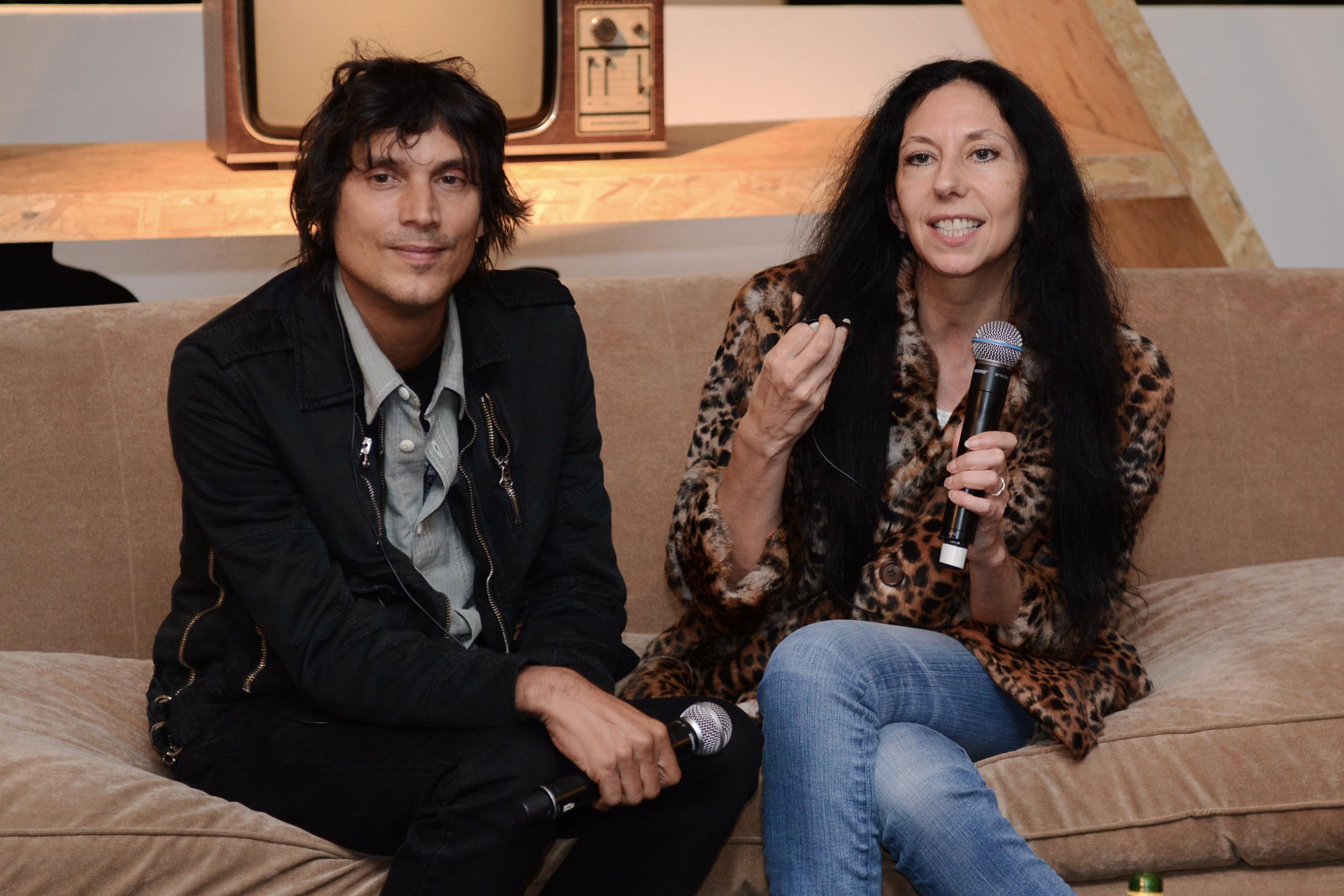
Inez és Vinoodh, a videóklip rendezői

Az Applause videóklipjét az Inez és Vinoodh divatfényképész duó rendezték, akik korábban dolgoztak már Gagával egy divatfilm sorozaton 2011-ben és egy V magazinos fotósorozaton is. A videót a Paramount Pictures stúdiójában vették fel a kaliforniai Hollywoodban két helyszínen, három nap leforgása alatt. Gagát a némafilmek és az első horrorfilmek inspirálták, és elmagyarázta, hogy a videóklip mögötti koncepció az alakváltás és átváltozás iránti szenvedélyében rejlik. Saját elmondása szerint az Applause klipje „egy mozgásban lévő ikonográfia varázslatként”. Gaga és csapata amellett határozták el magukat, hogy számos különböző kinézetet is felhasználnak a videóban, amelyek mind különböző szempontból mutatják be mint előadóművész. A videóban viselt öltözetei közt vannak Gareth Pugh által tervezett darabok, vintage John Galliano öltözékek, illetve olyan ruhadarabok is, amelyeket a Haus of Gaga tagjai készítettek.
Inez és Vinoodh elmagyarázták, hogy a videó azt az elképzelést szimbolizálja, hogy „milyen küzdelmen megy keresztül azért, hogy visszatérjen a színpadra, amely abban a pink lézertoronyban látható. Lábát egyfajta trófeaként húzza maga után, és már egy öntudatos, teljesen új személyként lép újra színpadra.” Jo Ratcliffe londoni illusztrátor, aki kézzel végzett grafikáiért ismert, egy animációs effektet készített a videóhoz. A férfi elmondása szerint Gaga „rendkívül szívós” volt a forgatás során, és hozzátette, hogy „sose látott még valakit, aki ennyire odateszi magát.” Erről az intenzív munkáról Gaga a New York-i Z100 rádiónak adott interjújában beszélt, amiben elmondta, hogy nehéz volt számára a klipben ábrázolt különböző személyiségekké gyorsan átalakulnia.

### Megjelenés és történet
A videóklip megjelenését megelőzően Gaga bemutatott egy dalszöveges videót is a dalhoz. A dalszövegek egy Gaga által készített felvételen jelennek meg, amelyet a Los Angelesben található transzvesztita előadókat (drag queeneket) foglalkoztató Micky's éjszakai bárban vett fel. A videóban szereplő drag queenek közt ott volt Raven, Detox Icunt, Courtney Act, Morgan McMichaels, Shangela és Shannel is. 2013. augusztus 19-én Gaga bejelentette, hogy az Applause videóklipjét aznap egy élő interjú mellett az ABC reggeli televíziós műsorában, a Good Morning Americában fogja bemutatni. Az énekesnő a show forgatásának helyszínére, a New York Cityben található Times Square Studiosba egy teljes egészében papírból készült ruhában érkezett meg. A klip premierje Gaga élő interjúja után volt, amelyet egy időben a Times Square óriáskivetítőin is meg lehetett tekinteni.
A klipben szerepelnek színes és fekete-fehér képsorok egyaránt. Jelentős inspirációt jelentettek a videóhoz a művészetek, így számos utalás található benne például Sandro Botticelli Vénusz születése című festményéből, vagy Andy Warhol Marilyn-diptichon alkotásából. A videóklipben olyan művészi és komplex jelenetek láthatóak, mint például Gaga feje egy hattyún, egy jelenet madárketrecben, az énekesnő egy hatalmas cilinderben ülve, de szerepeltek benne egyszerűbb képsorok is, így látható benne Gaga egy fekete ruhában fejkendővel sétálva, illetve fehér ruhában színes sminkben, amely a kislemez borítóján is látható. A videóban színpompás részek is szerepelnek színházias elrendezésben. Amikor Gaga a „One second I'm a Koons then suddenly the Koons is me” szövegsort énekli, átalakul egy fekete hattyú/ember hibriddé. Gaga ezenkívül kézfej alakú fehérneműt is visel, illetve kagylóbikinit hozzá illő kagylós dekorációval. A klip végéhez közeledve látható egy lila, lézershow jelenet, majd a videó azzal zárul, hogy az énekesnő kézmozdulatokkal betűzi ki az Artpop szót.

### Fogadtatás és elemzés

Egy jelenet az Applause videóklipjéből, amely során Gaga fejét egy hattyú nyakára helyezték. Chris Rovzar a Vanity Fairtől a jelenetet az Interview magazin fotósorozataihoz hasonlította.

A videó túlnyomórészt pozitív kritikákat kapott. Glenn Gamboa a Newsdaytől azt írta, hogy számos művészi kép látható benne, amely folytatja a dal művészet és popkultúra egyesítéséről szóló tematikáját. Erin Coulehan a Rolling Stonetól megjegyezte, hogy a klip „tipikusan Gagás stílusban” készült, illetve nagyon látványosnak tartotta a villódzó fények, élénk színek és az összetett koreográfia miatt. Az Entertainment Weekly írója, Kyle Anderson szintén azt emelte ki, hogy Gagás stílusú a videó, majd hozzátette: „ezerszer jobbnak hangzik tőle a dal… nem éri el a Paparazzi vagy a Bad Romance szintjét, de mindenképpen egy lépés a jó irányba a Born This Way éra közepes klipjeihez képest.” A Billboard egyik szerzője szerint a videó „művészies pózok és jelenetek gyűjteménye”, és a fekete kesztyű kinézetű melltartó öltözéket Janet Jackson 1993-as Rolling Stone magazinos címlapjához hasonlította. Randall Roberts a Los Angeles Timestól úgy vélte, hogy a videóklip „gyakorlatilag olyan, mint 20 Vogue fotózás dokumentálása és összeillesztése. Nincs más cselekmény csak az alapvető dalszövegi felvetés, hogy 'Figyelemre van szükségem'.” Ezen kívül megjegyezte, hogy az énekesnő popkultúrával, hírnévvel és művészettel kapcsolatos „bizonytalan első szám egyes személyű megfigyeléseit” Andy Warhol már 50 évvel ezelőtt bemutatta.
A Rolling Stone egyik munkatársa a videó fekete-fehér képeit Madonna Voguejához, a német expresszionista filmművészethez és Ingmar Bergman A hetedik pecsét című filmjéhez hasonlította. Ezen kívül véleménye szerint hatással lehetett még a klipre Liza Minnelli, a Tom Petty and the Heartbreakerstől a Don’t Come Around Here No More és Sandro Botticelli alkotása, a Vénusz születése. A The Independent egyik szerzője azt írta: „Gaga különböző kinézeteivel (Beatnik performanszművészként, az arcán elkent bohócsminkkel, David Bowie inspirálta androgün külsővel, miközben fekete bőrkesztyűből készült melltartót visel, továbbá különféle szárnyas lényként) az új számához készült energikus klipje képanyagok összevisszasága, amely kiemeli a pophercegnő folyton változó megjelenését.” Chris Rovzar a Vanity Fairtől úgy gondolta, hogy a videó olyan, mint egy Interview magazin számára készült mozgó fotósorozat „kivéve, hogy több észszerűséget tartalmaz”. Rovzar összegzésében azt is kiemelte, hogy a „megszokott Gagás értelmetlenségek” szintén láthatóak a videóban, és fénypontként dicsérően kiemelte Gaga mosolyát több jelenetben is. Az MTV Newstól James Montgomery úgy vélte, hogy „Gaga közszemlére teszi a kreatívitását, megmutatva a nézőnek, hogy bármit hajlandó megtenni, hogy örömet okozzon a közönségnek.” Melinda Newman a Hitfixtől azt írta, hogy „Gaga folytatja az egyszemélyes előadóművészetét egy nagyon színházias videóval”, valamint értelmezése szerint azt akarták megmutatni vele, hogy „nincs olyan dolog, amit Lady Gaga ne tenne meg azért, hogy elnyerje a figyelmedet”.
Ezzel szemben a Spintől Marc Hogan azt gondolta: „'Néhányan egyszerűen szeretünk olvasni' énekli, és hé, mi is benne vagyunk ebben. Azonban könnyebb megtapsolni valami olyat, ami megmozgatja vagy megérinti az embert, nem pedig csak reklámként szolgál Gagának, mint megfoghatatlan csúcskategóriás márkának.” A Consequence of Sound magazin ismertetőjében azt írták: „Gaga feje megjelenik egy fekete hattyún és kagylóbikiniben táncol. Ha ettől nem indulnak be az eladásai, nem hiszek többé a művészetben.” Hilary Hughes az Esquiretől azt gondolta, hogy a videóklip „sikeresen megüti a Gagás excentrikusságot: csillogás, megragadott mellek, furcsa állatok, űr, levágott végtagok, vallásos képsorok, meztelenség, neon stb. Egyszerűen csak nem üti meg olyan sikeresen azt a szintet, ahogy Gaga korábbi klipjei, név szerint a Bad Romance, a Paparazzi és a Judas tették.” Spencer Kornhaber a The Atlantictől azon az állásponton volt, hogy Gaga önmagát parodizálta a klippel, és véleménye szerint célja az volt, hogy „egy olyan videót készítsen, amely egyszerre ünnepli és viccet csinál az eddigi karrierjéből.” Ennek ellenére Gaga korábbi munkáihoz képest felejthetőnek tartotta.

## Élő előadások és médiaszereplések

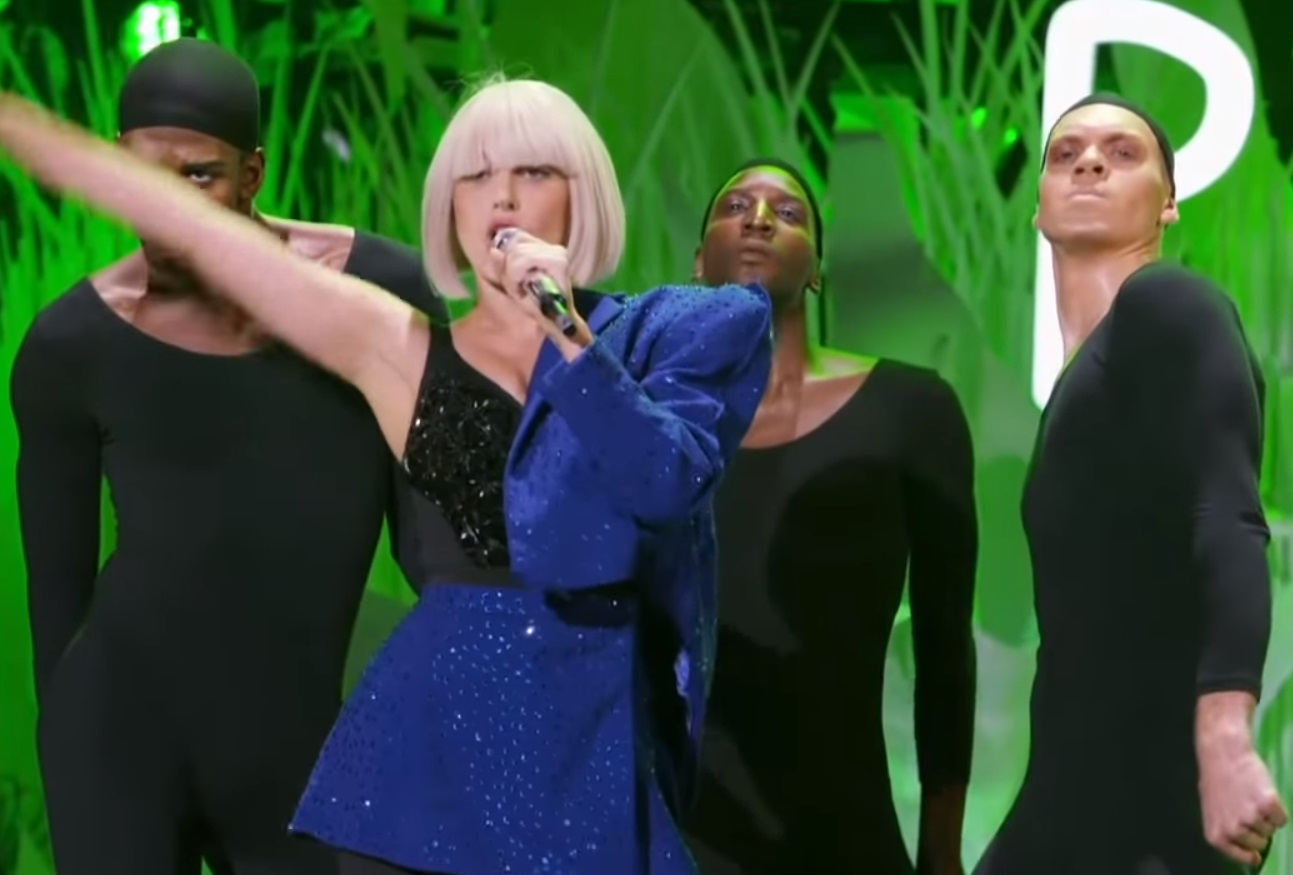
Az Applause előadása a 2013-as MTV Video Music Awardson, ahol korábbi éráinak kinézeteiből merített

Az Applause első alkalommal a 2013-as MTV Video Music Awardson került előadásra. Gaga a fellépést egy négyzet alakú fejfedőben és fehér köpenyben kezdte, miközben a háttérben fújolás hangjait játszották, amelyet később üdvrivalgás váltott fel. Gaga végigsétált a színpadon, majd a táncosai segítségével levette öltözékét és egy fekete flitteres balett-trikóban folytatta az előadást, és bemutatta a videóklipben is látható összetett tánckoreográfiát. A performansz során több ruhába és parókába is átöltözött, amelyek mind a karrierje egyes szakaszaira emlékeztettek. Táncolt egy Jeff Koons által tervezett Tükörgömbbel (Gazing Ball), és egyik táncosa a kislemezborító stílusában arcfestést készített neki. Gaga a fellépést úgy fejezte be, hogy dzsungelszerű háttérből lépett elő kagylóbikiniben, hosszú, szőke, göndör parókában, majd az előadás végén meghajolt a közönség előtt. Az énekesnő a fellépést Robert Wilson színházi rendező segítségével alkotta meg. A férfi által rendezett díszletben helyet kapott egy csillámló fehér dzsungelhez hasonlító dekoráció, ahol a fák ágain szereplő betűkből az „Applause” szó volt kiolvasható. Gaga a fellépést önmaga „metafórájának” nevezte, és úgy érezte, hogy „ez volt fizikailag a legmegterhelőbb előadása valaha”.
2013. szeptember 1-jén Gaga fellépett az egy hónapig tartó iTunes Festivalon, amit élőben közvetítettek a londoni Roundhouseból. Az énekesnő az Applauset választotta a show záródalának, aki ehhez „zöld porondmester kabátot, cilindert és csillogó ezüstszínű csizmát” választott az előadáshoz. 2013. szeptember 9-én Gaga elénekelte a dalt a Good Morning America című műsorban, ahol az Óz, a csodák csodája karaktereinek öltözött. Az Applause a ráadás részben került előadásra az Artpop albumbemutató rendezvényén, az ArtRave-en, amit a New York-i Brooklyn Navy Yard területén tartottak 2013. november 11-én. Az énekesnő volt a házigazdája a Saturday Night Live 2013. november 16-ai adásának, ahol a műsort az Applause Chicago stílusú előadásával kezdte, amelyből aztán fokozatosan átváltott a New York, New York című klasszikusba. Később még ugyanebben a hónapban elénekelte az Applauset a Lady Gaga and the Muppets’ Holiday Spectacular című hálaadás-napi különkiadásában, ahol szólóban és a Muppetekkel együtt is előadta a dalt. 2013. december 8-án fellépett a Jingle Bell Ballon is, ahol egyéb slágerei mellett az Applauset is előadta.

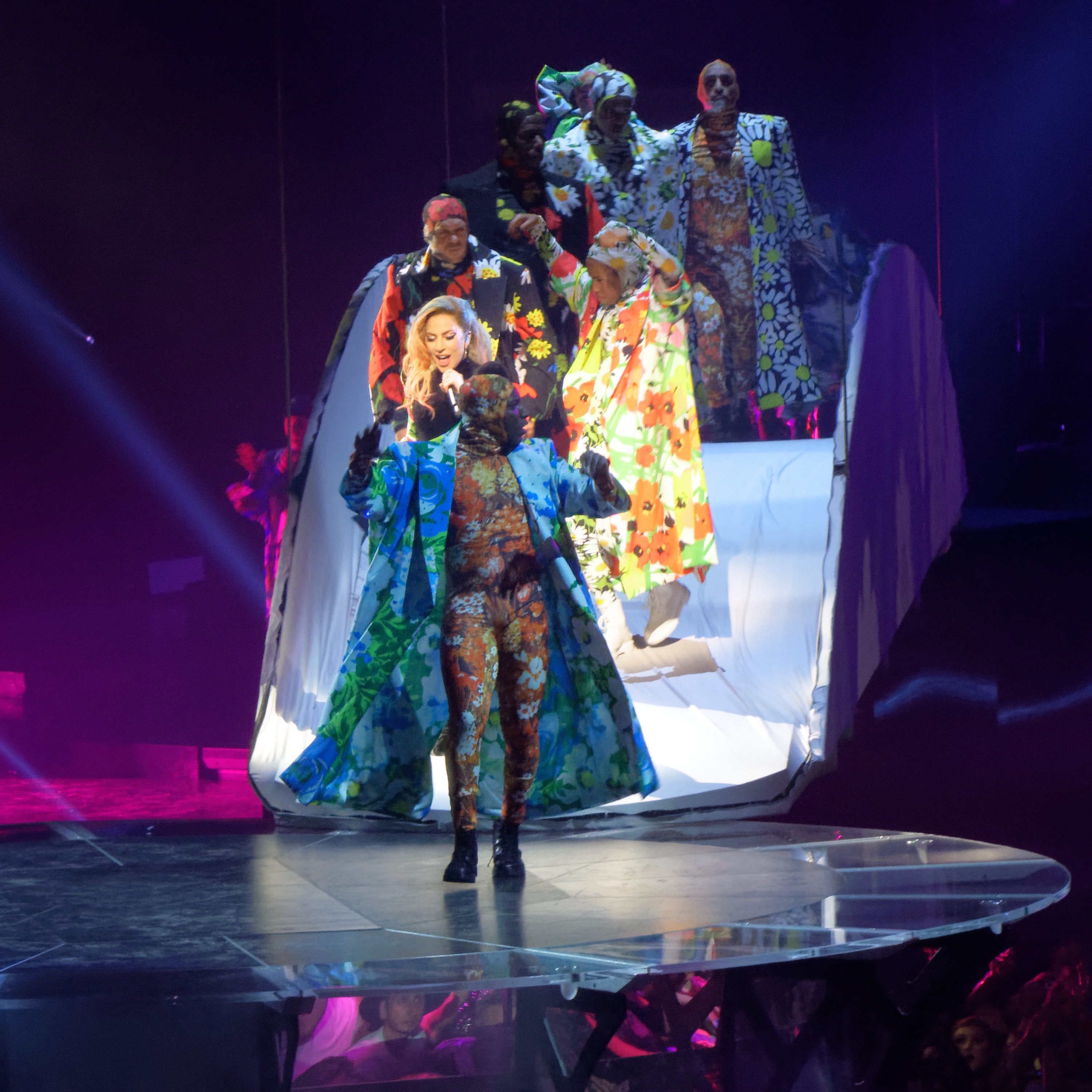
Gaga és táncosai az Applause előadása közben virágmintás ruhákban a Joanne World Touron, 2017-ben

2014 márciusában Gaga elénekelte a számot a texasi Austinban rendezett South by Southwest (SXSW) zenei fesztiválon is, ahol csatlakoztak hozzá a színpadon a nyitóelőadói és barátai: a Dirty Pearls, a Semi Precious Weapons és Lady Starlight. Az Applause később bekerült a Roseland Ballroomban rendezett manhattani rezidencia koncertsorozatának számlistájára is. Gaga egy lila flitterekkel kirakott kétrészes ruhában lépett színpadra hozzá illő maszkban és zöld színű parókában. A dal felkerült az ArtRave: The Artpop Ball című turnéjának számlistájára is. A Bad Romance előadását követően Gaga csatlakozott táncosaihoz a színpad kifutóján, ahol előadták a koreográfiát egy rave inspirálta öltözékben. Brad Wheeler a The Globe and Mailtől Gaga előadását „megállíthatatlannak és lenyűgözőnek” nevezte, de kritizálta a show produceri munkáját, amiért véleménye szerint elnyomták Gaga vokálját: „Ő nem olyan, mint Jennifer Lopez, Britney Spears vagy éppen Madonna, akiket táncosokként a rivaldafényben neveltek fel, nem pedig zenészeknek. És mégis inkább olyan előadásmódot választ, amellyel a kivitelezésnek köszönhetően nem tudja bemutatni a tehetségét.”
2017-ben a Coachella Fesztiválon Gaga egy videós átvezetőben használta fel a dalt a show ráadása előtt. Míg átöltözött az utolsó összeállításába, az egész dalt lejátszották miközben a háttérben a kivetítőn olvasható volt a dalszöveg is. A 2017-18-as Joanne World Tour című turnéján is bekerült az előadott számok listájára az Applause. A koncert során három kifutót a magasba emeltek, amiket később a dal előadása során leeresztettek. Gaga és táncosai ezek segítségével három különböző színpad között tudtak mozogni. Az énekesnő egy fekete bodyt viselt, aminek egyik ujját rózsamotívum díszítette, míg a táncosai virágmintás kimonó köntösben jelentek meg. Gaga elénekelte a dalt a 2018-22-es Lady Gaga Enigma + Jazz & Piano című Las Vegas-i rezidencia-koncertsorozatán is.
Az Applauset előadták a Glee – Sztárok leszünk! című televíziós sorozat show-kórusának tagjai az A Katy or a Gaga című epizódban. A szám felkerült a Grand Theft Auto V című videójáték Non-Stop-Pop FM című fikciós rádióállomásának játszási listájára is. 2016-ban a RuPaul’s Drag Race nyolcadik évadában szerepelt a dal a műsor „lipsync for your life” szegmensében, ahol a szereplőknek elő kell adniuk a kiválasztott dalt miközben tátognak a dalszövegre. Az Applause-t használták Taylor Swift The Eras Tour elnevezésű turnéjának egyik belépő dalaként, amelyet az Ice Spice In Ha Mood című dala előzött meg, majd a Dusty Springfield You Don’t Own Me című dala követett.

## A kislemez dalai és formátumai
| Digitális remixek EP 1. Applause (Empire of the Sun Remix) – 4:08 2. Applause (Viceroy Remix) – 4:27 3. Applause (Purity Ring Remix) – 3:04 4. Applause (Bent Collective Club Mix) – 7:26 5. Applause (DJ White Shadow Electrotech Remix) – 5:49 6. Applause (Fareoh Remix) – 4:52 7. Applause (DJ White Shadow Trap Remix) – 4:09 8. Applause (Goldhouse Remix) – 4:34 | Digitális letöltés 1. Applause – 3:32 Brit CD kislemez 1. Applause – 3:32 2. Applause (Instrumental) – 3:32 |

## Közreműködők és menedzsment
A következő közreműködők listája az Artpop albumon található CD füzetkében található.

### Menedzsment
- Felvételek: Record Plant Studios, Hollywood, Kalifornia és Platinum Sound Recording Studio, New York, New York
- Maszterelés: Oasis Mastering Studios, Burbank, Kalifornia
- Stefani Germanotta P/K/A Lady Gaga (BMI) Sony ATV Songs LLC/House of Gaga Publishing, LLC/GloJoe Music Inc. (BMI), Maxwell and Carter Publishing, LLC (ASCAP), Universal Music Publishing Group, Maxwell and Carter Publishing, LLC (BMI), Universal Music Publishing Group, Etrange Fruit (SACEM), Mercer Music (SACEM), Guess Publishing (SACEM), Fuzion (SACEM), Get Familiar Music (ASCAP)

### Közreműködők
| - Lady Gaga – dalszerzés, vokál, produceri munka - Paul "DJ White Shadow" Blair – dalszerzés, produceri munka - Dino Zisis – dalszerzés, produceri munka - Nick Monson – dalszerzés, produceri munka - Martin Bresso – dalszerzés - Nicolas Mercier – dalszerzés - Julius Arias – dalszerzés - William Grigahcine – dalszerzés | - Dave Russell – felvételek, hangkeverés - Benjamin Rice – felvételek és hangkeverési asszisztens - Andrew Robertson – felvételi asszisztens - Bill Malina – további hangkeverés - Ghazi Hourani – hangkeverési asszisztens - Rick Pearl – zenei programozás - Gene Grimaldi – maszterelés |

## Slágerlistás helyezések
| Slágerlista (2013–2014)                   | Legjobb helyezés |
| ----------------------------------------- | ---------------- |
| Ausztrália (ARIA)                         | 11               |
| Ausztrália Dance (ARIA)                   | 2                |
| Ausztria (Ö3 Austria Top 40)              | 6                |
| Belgium (Ultratop 50 Flanders)            | 10               |
| Belgium (Ultratop 50 Wallonia)            | 5                |
| Brazília (Billboard Brasil Hot 100)       | 53               |
| Brazília Hot Pop Songs                    | 16               |
| Bulgária (IFPI)                           | 3                |
| Csehország (Rádio Top 100)                | 12               |
| Dánia (Tracklisten Top 40)                | 6                |
| Dél-Korea International Singles (Kaon)    | 1                |
| Egyesült Királyság (UK Singles Chart)     | 5                |
| Finnország (Singlet Top 20)               | 4                |
| Franciaország (Single Top 100)            | 3                |
| Görög Digital Songs (Billboard)           | 1                |
| Hollandia (Top 40)                        | 13               |
| Hollandia (Single Top 100)                | 15               |
| Írország (IRMA)                           | 9                |
| Izrael (Media Forest)                     | 7                |
| Japán (Billboard Japan Hot 100)           | 6                |
| Kanada (Canadian Hot 100)                 | 4                |
| Kanada AC (Billboard)                     | 43               |
| Kanada CHR/Top 40 (Billboard)             | 7                |
| Kanada Hot AC (Billboard)                 | 8                |
| Lengyelország (Polish Airplay Top 20)     | 7                |
| Libanon (Lebanese Top 20)                 | 1                |
| Luxemburg Digital Songs (Billboard)       | 3                |
| Magyarország (Dance Top 40)               | 29               |
| Magyarország (Rádiós Top 40)              | 2                |
| Magyarország (Single Top 40)              | 1                |
| Németország (Media Control Charts)        | 5                |
| Norvégia (VG-lista)                       | 8                |
| Olaszország (FIMI)                        | 2                |
| Portugál Digital Songs (Billboard)        | 8                |
| Skócia (Scottish Singles Top 40)          | 5                |
| Spanyolország (PROMUSICAE)                | 1                |
| Svájc (Schweizer Hitparade)               | 7                |
| Svédország (Sverigetopplistan)            | 17               |
| Szlovákia (Rádio Top 100)                 | 18               |
| Szlovénia (SloTop50)                      | 13               |
| Új-Zéland (Recorded Music NZ)             | 7                |
| US Billboard Hot 100                      | 4                |
| US Adult Contemporary (Billboard)         | 24               |
| US Adult Top 40 (Billboard)               | 8                |
| US Hot Dance Club Songs (Billboard)       | 1                |
| US Hot Dance/Electronic Songs (Billboard) | 1                |
| US Mainstream Top 40 (Billboard)          | 4                |
| US Rhythmic (Billboard)                   | 19               |
| Venezuela Pop Rock (Record Report)        | 3                |

| Slágerlista (2013)                           | Helyezés |
| -------------------------------------------- | -------- |
| Ausztrália (ARIA)                            | 93       |
| Ausztrália Dance (ARIA)                      | 16       |
| Ausztria (Ö3 Austria Top 40)                 | 75       |
| Belgium (Ultratop 50 Flanders)               | 87       |
| Belgium (Ultratop 50 Wallonia)               | 76       |
| Egyesült Királyság (Official Charts Company) | 75       |
| Hollandia (Dutch Top 40)                     | 83       |
| Hollandia (Mega Single Top 100)              | 80       |
| Japán (Japan Hot 100)                        | 19       |
| Kanada (Canadian Hot 100)                    | 50       |
| Magyarország (Dance Top 40)                  | 91       |
| Magyarország (Rádiós Top 40)                 | 28       |
| Németország (Media Control AG)               | 62       |
| Olaszország (FIMI)                           | 54       |
| Spanyolország (PROMUSICAE)                   | 46       |
| Svájc (Sweitzer Hitparade)                   | 68       |
| Svédország (Sverigetopplistan)               | 93       |
| US Billboard Hot 100                         | 37       |
| US Adult Top 40 (Billboard)                  | 45       |
| US Dance Club Songs (Billboard)              | 11       |
| US Hot Dance/Electronic Songs (Billboard)    | 8        |
| US Mainstream Top 40 (Billboard)             | 37       |

| Slágerlista (2014)                        | Helyezés |
| ----------------------------------------- | -------- |
| US Hot Dance/Electronic Songs (Billboard) | 11       |

| Slágerlista (2010–2019)                   | Helyezés |
| ----------------------------------------- | -------- |
| US Hot Dance/Electronic Songs (Billboard) | 28       |

## Minősítések és eladási adatok
| Régió | Minősítés  | Eladott példányszám |
| --- | ---------- | ------------------- |
| Ausztrália (ARIA) | 3× platina | 210 000‡            |
| Ausztria (IFPI Austria) | platina    | 30 000*             |
| Brazília (Pro-Música Brasil) | gyémánt    | 250 000‡            |
| Kanada (Music Canada) | 5× platina | 400 000‡            |
| Franciaország (SNEP) |            | 60,000              |
| Németország (BVMI) | arany      | 150 000‡            |
| Olaszország (FIMI) | platina    | 30 000*             |
| Japán (RIAJ) | arany      | 100 000*            |
| Mexikó (AMPROFON) | platina    | 60 000*             |
| Új-Zéland (RMNZ) | platina    | 15 000*             |
| Norvégia (IFPI Norway) | 2× platina | 120 000‡            |
| Dél-Korea (KMCA) |            | 106 385             |
| Spanyolország (PROMUSICAE) 2015 után | arany      | 30 000‡             |
| Svédország (GLF) | 2× platina | 80 000‡             |
| Egyesült Királyság (BPI) | platina    | 530 000             |
| Egyesült Államok (RIAA) | 4× platina | 2 700 000           |
| Streaming |            |                     |
| Dánia (IFPI Denmark) | arany      | 900 000†            |
| * Eladási példányszámok kizárólag a minősítés alapján. ‡ Eladási+streaming példányszámok kizárólag a minősítés alapján. † Csak streaming számok kizárólag a minősítés alapján. |            |                     |

## Megjelenések
| Regió              | Dátum                | Formátum                     | Kiadó           | Forr.   |
| ------------------ | -------------------- | ---------------------------- | --------------- | ------- |
| Kanada             | 2013. augusztus 12.  | Digitális letöltés streaming | Interscope      | [ 211 ] |
| Egyesült Államok   | 2013. augusztus 12.  | Digitális letöltés streaming | Interscope      | [ 212 ] |
| Ausztria           | 2013. augusztus 13.  | Digitális letöltés streaming | Universal Music | [ 213 ] |
| Belgium            | 2013. augusztus 13.  | Digitális letöltés streaming | Universal Music | [ 214 ] |
| Finnország         | 2013. augusztus 13.  | Digitális letöltés streaming | Universal Music | [ 215 ] |
| Franciaország      | 2013. augusztus 13.  | Digitális letöltés streaming | Universal Music | [ 216 ] |
| Németország        | 2013. augusztus 13.  | Digitális letöltés streaming | Universal Music | [ 217 ] |
| Írország           | 2013. augusztus 13.  | Digitális letöltés streaming | Universal Music | [ 218 ] |
| Olaszország        | 2013. augusztus 13.  | Digitális letöltés streaming | Universal Music | [ 219 ] |
| Luxemburg          | 2013. augusztus 13.  | Digitális letöltés streaming | Universal Music | [ 220 ] |
| Hollandia          | 2013. augusztus 13.  | Digitális letöltés streaming | Universal Music | [ 221 ] |
| Új-Zéland          | 2013. augusztus 13.  | Digitális letöltés streaming | Universal Music | [ 222 ] |
| Norvégia           | 2013. augusztus 13.  | Digitális letöltés streaming | Universal Music | [ 223 ] |
| Portugália         | 2013. augusztus 13.  | Digitális letöltés streaming | Universal Music | [ 224 ] |
| Szingapúr          | 2013. augusztus 13.  | Digitális letöltés streaming | Universal Music | [ 225 ] |
| Spanyolország      | 2013. augusztus 13.  | Digitális letöltés streaming | Universal Music | [ 226 ] |
| Svédország         | 2013. augusztus 13.  | Digitális letöltés streaming | Universal Music | [ 227 ] |
| Svájc              | 2013. augusztus 13.  | Digitális letöltés streaming | Universal Music | [ 228 ] |
| Egyesült Királyság | 2013. augusztus 13.  | Digitális letöltés streaming | Universal Music | [ 229 ] |
| Olaszország        | 2013. augusztus 19.  | Poprádiós megjelenés         | Universal Music | [ 230 ] |
| Egyesült Államok   | 2013. augusztus 20.  | Poprádiós megjelenés         | Interscope      | [ 231 ] |
| Japán              | 2013. szeptember 11. | CD                           | Universal Music | [ 232 ] |
| Németország        | 2013. szeptember 13. | CD                           | Universal Music | [ 233 ] |
| Franciaország      | 2013. szeptember 16. | CD                           | Universal Music | [ 234 ] |
| Szingapúr          | 2013. szeptember 16. | CD                           | Universal Music | [ 235 ] |
| Egyesült Királyság | 2013. szeptember 16. | CD                           | Universal Music | [ 236 ] |
| Egyesült Államok   | 2013. november 29.   | Képes hanglemez              | Interscope      | [ 237 ] |

## Fordítás
- Ez a szócikk részben vagy egészben  az   Applause (song) című angol Wikipédia-szócikk fordításán alapul.  Az eredeti cikk szerkesztőit annak laptörténete sorolja fel. Ez a jelzés csupán a megfogalmazás eredetét és a szerzői jogokat jelzi, nem szolgál a cikkben szereplő információk forrásmegjelöléseként.

## Külső linkek
- "Applause" (audió). YouTube
- "Applause" (dalszöveges videó). YouTube
- "Applause" (videóklip). YouTube
- "Applause" (Vevo presents). YouTube